# EXOC5
EXOC5‏ (Exocyst complex component 5) هوَ بروتين يُشَفر بواسطة جين EXOC5 في الإنسان.